# Royal Cercle Sportif Verviétois
El Royal Cercle Sportif Verviétois és un club de futbol belga de la ciutat de Verviers, Província de Lieja.

## Història
El club va ser fundat l'1 d'octubre de 1896 amb el nom Verviers Foot-Ball Club, malgrat ja jugava el 1894, ingressant el mateix any a l'UBSSA amb el número de matrícula 8. El 1900 pujà a la primera divisió belga, perdent la categoria el 1907. El 1903 es fusionà amb el club Stade Wallon de Verviers (fundat el 1899) i es convertí en Club Sportif Vervietois. Tornà a pujar a la màxima categoria el 1912, on hi romangué durant dotze anys. Jugà novament a primera la temporada 1925-26. En acaba aquesta temporada li fou atorgat el títol de reial, esdevenint Royal CS Vervietois. La seva darrera temporada a la màxima categoria fou durant els anys 1956-61. L'any 2000 es fusionà amb el R. Dison Sport (fundat l'any 1915 amb el nom Cercle Sportif Disonnais) esdevenint successivament Royale Entente Dison-Verviers (2000), Royal Excelsior Dison Verviers (2001) i Royal Cercle Sportif Vervietois (2002).

## Palmarès
- Segona divisió belga:
  - 1925, 1956
- Tercera divisió belga:
  - 1948
- Quarta divisió belga:
  - 1993, 2002, 2005